# Prodromus Bryologiae Mediolanensis
Prodromus Bryologiae Mediolanensis (abreviado Prodr. Bryol. Mediol.) es un libro con ilustraciones y descripciones botánicas que fue escrito conjuntamente por Giuseppe Gabriel Balsamo-Crivelli & Giuseppe De Notaris. Fue publicado en Milán en el año 1834.